# 段遼
段遼（？—339年，此名係根據《晉書》所載，《魏書》則作段護遼），中國十六國時期段部鮮卑的首領，遼西公。是段部鮮卑第一位首領段日陸眷之孫，前任首領段牙的遠房堂兄弟。
325年，因段牙遷都一事導致部眾不滿，段遼即以之為罪狀率領部眾進攻，殺死段牙，自立為首領。
段遼繼位後，數度與慕容部鮮卑作戰。337年，又屢犯後趙邊界。原慕容部首領，時已稱燕王的前燕慕容皝因此與後趙帝石虎約定次年聯軍進攻段部。338年，在二國的夾擊下，段部鮮卑的遼西公國政權覆滅，段遼向前燕投降。
段遼投降後，慕容皝原以上賓之禮待之，不料次年（339年），段遼意圖謀反，失敗被殺，人頭被送往後趙。

## 備註
1^ 根據《魏書》記載，段遼是段日陸眷之弟，然有認為二人生存年代相去甚遠，疑該記載有誤，今從《晉書》、《資治通鑑》之記載。
| 前任： 堂兄弟段牙 | 段部鮮卑首領 遼西公 325-338 | 繼任： 弟段蘭 |